# Front Wyzwolenia Bretanii

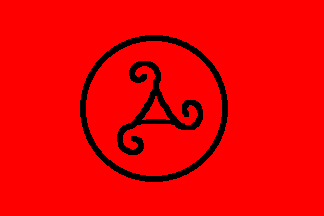
Flaga organizacji

Front Wyzwolenia Bretanii (fr. Front de Liberation de la Bretagne, FLB; bret. Talbenn Dieubiñ Breizh, TDB) – bretońska paramilitarna organizacja terrorystyczna we francuskiej Bretanii w latach 60. i na pocz. 70. XX wieku.
Organizacja została założona w 1964 r. przez najbardziej skrajną część bretońskich nacjonalistów. Jej celem było "wyzwolenie Bretanii od Francji" za pomocą aktów terrorystycznych. Do pierwszego ataku doszło w czerwcu 1966 r., kiedy został wysadzony urząd podatkowy w St. Brieux. Członkowie FLB podrzucili też pismo informujące, że zamierzają prowadzić kampanię zbrojną przeciwko "okupacyjnym symbolom Bretanii". W następnych latach miały miejsce liczne ataki, głównie bombowe, przeciwko gmachom administracji rządowej, liniom przesyłowym i transformatorom prądu, koszarom policyjnym i pomnikom upamiętniającym francuską obecność w Bretanii. FLB nie stosowało natomiast przemocy fizycznej przeciwko funkcjonariuszom państwa francuskiego. W międzynarodowym środowisku terrorystycznym uzyskali miano "uśmiechniętych terrorystów". Szczyt kampanii przemocy przypadł na 1968 r. Rok później doszło do wielu aresztowań bojowników FLB. W 1971 r. reszta członków organizacji przemianowała się na Rewolucyjną Armię Bretońską.